# El divorcio está de moda (de común acuerdo)
El divorcio está de moda (de común acuerdo) es una película de Argentina filmada en Eastmancolor dirigida por Fernando Siro según el guion de Norberto Aroldi que se estrenó el 30 de marzo de 1978 y que tuvo como actores principales a Enzo Viena,Graciela alfano  Gilda Lousek, Juan Carlos Altavista
Fue la última película de Oscar Villa, que había fallecido en 1977, y de Norberto Aroldi que también falleció antes del estreno, el 19 de marzo de 1978.

## Sinopsis
El fracaso de un matrimonio y sus consecuencias en la familia.

## Reparto
- Enzo Viena… Gualberto "Bebe" Galucci
- Gilda Lousek… Laura
- Juan Carlos Altavista… Cacho
- Graciela Alfano... Patricia
- Delfy de Ortega... Rita
- Nelly Panizza... Ofelia
- Elida Marletta... Carmen
- María Noel... Kuki
- Nelly Beltrán... Genoveva
- Maurice Jouvet... Don Alfredo
- Marcos Zucker… Caetano
- Ovidio Fuentes... Julio Gutiérrez
- Pepita Muñoz... Madre de Patricia
- Norberto Aroldi
- Oscar Villa
- Stella Maris Medrano... Marcela
- Cristina Scaro

## Comentarios
La Nación opinó:

«Lo grave de esta realización de Fernando Siro es que, a lo largo de 95 minutos, se nota un esfuerzo para que la historia se anude por alguna parte sin que ese cometido sea alcanzado en ningún momento. No hay conflicto, por lo tanto todo es una sucesión de hechos.»

Manrupe y Portela escriben:

«Interesante comedia costumbrista, aunque no del todo lograda, como muchas películas de Siro.»